# Simon O'Neill

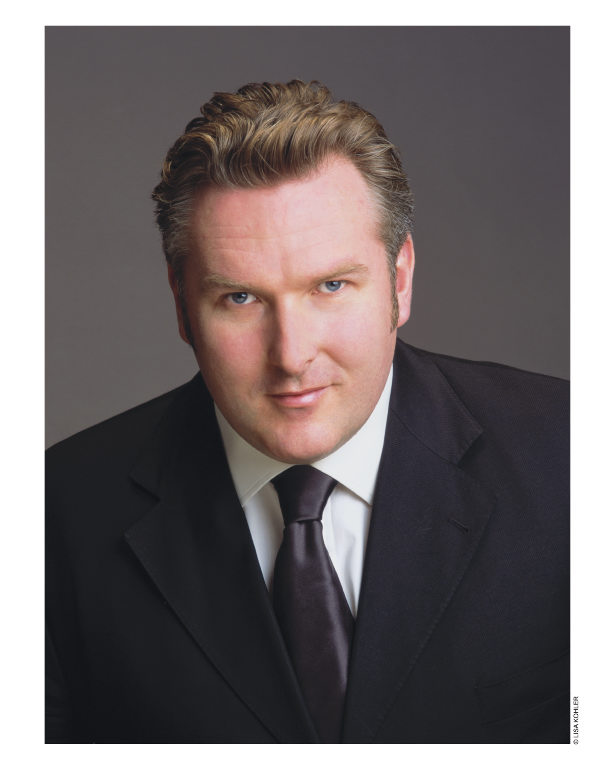
Simon O'Neill

Simon John O'Neill (Ashburton, 1971) is een Nieuw-Zeelands operatenor.

## Levensloop
O'Neill volgde een muziekopleiding aan de University of Otago en de Victoria University of Wellington, waar hij zijn diploma's behaalde. Hij studeerde verder aan de Manhattan School of Music (met een mastergraad in 2000) en aan de Opera Center van de Juilliard School of Music.
Reeds tijdens zijn studies aan de Juilliard zong hij:
- de titelrol in Idomeneo,
- Sam Polk in Susannah,
- Chevalier de la Force in Dialogues des Carmélites.

Vervolgens zong hij aan de Opera van San Francisco:
- Rodolfo in La Bohème.

In 2004, werd een documentaire aan hem gewijd op de BBC onder de titel The Understudy met betrekking tot zijn optreden als doublure voor Placido Domingo in de rol van Siegmund voor Die Walküre in de Metropolitan Opera.
Hij begon als vaste vertolker bij de Metropolitan als de Hogepriester in Mozarts Idomeneo en in het Royal Opera House als Jenik in Smetana's De verkochte bruid en als Florestan in Fidelio. Daarna trad hij op in De Toverfluit tijdens de Salzburger Festspiele. Bij de Weense Staatsoper debuteerde hij in de titelrol van Parsifal.
Verder vertolkte hij Sigmund in Richard Wagners Die Walküre in de Royal Opera Covent Garden, de Scala van Milaan, de Berliner Staatsoper, de Wiener Staatsoper, de Bayerische Staatsoper, de Hamburgische Staatsoper, de Deutsche Oper Berlin en de Metropolitan Opera New York.
In 2009 vertolkte hij voor het eerst de titelrol in Verdi's Otello en in 2010 debuteerde hij in de Bayreuther Festspiele in de titelrol van Lohengrin. In 2011 vertolkte hij in Bayreuth de titelrol in Parsifal en in Covent Garden de rol van Walter von Stolzing in Die Meistersinger von Nürnberg.
Verder vertolkte hij nog:
- in Carnegie Hall de rol van Cesar in Samuel Barbers Antonius en Cleopatra;
- in de Metropolitan zong hij in Mahler's Das Lied von der Erde en in Beethoven's Missa solemnis.

## Beschermheer
O'Neill is de beschermheer van
- de New Zealand Association of Teachers of Singing,
- de New Zealand Singing School,
- de New Zealand Opera,
- de New Zealand Brass Foundation,
- de Auckland Boys' Choir,
- de Ashburton MSA Choir,
- de Christchurch City Choir,
- de UK Singingworks.

## Eerbetoon
- In 2003 kreeg hij de Prijs van de United Kingdom Wagner Society.
- In 2005 kreeg hij de Prijs van de Arts Foundation of New Zealand.
- Hij werd afgebeeld op de Nieuw-Zeelandse bankbiljetten van een dollar.
- In 2016 werd hij eredoctor aan de Victoria University of Wellington.
- In 2017 werd hij in de Nieuw-Zeelandse koninklijke 'honours list' bevorderd tot officier in de Nieuw-Zeelandse Order of Merit.

## Platenopnamen
Onder de platenopnamen van O'Neill zijn te vermelden:
- Father and Son - Wagner Scenes and Arias (EMI) met de New Zealand Symphony Orchestra, gedirigeerd door Pietari Inkinen.
- Wagner: Siegfried met de Hong Kong Philharmonic, gedirigeerd door Jaap van Zweden.
- Wagner: Parsifal met het orkest van The Royal Opera Covent Garden, gedirigeerd door Antonio Pappano.
- Wagner: Die Walküre in de Scala van Milaan, gedirigeerd door Daniel Barenboim.
- Verdi: Otello met de London Symphony Orchestra, gedirigeerd door Sir Colin Davis.
- Weber: Der Freischütz met de London Symphony Orchestra, gedirigeerd door Sir Colin Davis.
- Mahler: Symphony No. 8, met de Sydney Symphony, gedirigeerd door Vladimir Ashkenazy.
- Beethoven: Negende Symfonie met de Deutsche Kammerphilharmonie Bremen, gedirigeerd door Paavo Järvi.
- Beethoven: Negende Symfonie met de Orchestre Symphonique de Montreal, gedirigeerd door Kent Nagano.
- Martin: Der Sturm (opera) met het Nederlands Filharmonisch Orkest, gedirigeerd door Thierry Fisher.
- Mozart: De Toverfluit in het Festival van Salzburg, gedirigeerd door Riccardo Muti.
- Chausson: Le roi Arthus, met het BBC Symphony Orchestra, gedirigeerd door Leon Botstein.
- Kiri Te Kanawa Friends met de Auckland Philharmonia.